# Oberreidenbach
Oberreidenbach là một đô thị thuộc huyện Birkenfeld, trong bang Rheinland-Pfalz, phía tây nước Đức. Đô thị Oberreidenbach có diện tích 10,93 km², dân số thời điểm ngày 31 tháng 12 năm 2006 là 600 người.